# Arheologie
Arheologia este studiul activităților umane în trecut și se aplică prin recuperarea și analiza culturii materiale și datelor de mediu pe care le-au lăsat în urmă, care includ artefacte, arhitectură și peisajele culturale. Deoarece arheologia are o gamă largă de proceduri diferite, acesta poate fi considerată știință, iar în Statele Unite, este considerată ca o ramură a antropologiei, deși în Europa este privită ca o disciplină separată. Cuprinde studiile arheologiei asupra preistoriei și istoriei; de la dezvoltarea primelor instrumente de piatră din Africa de Est în urmă cu 4 milioane de ani până în ultimii zeci de ani. Arheologia nu include ca disciplină paleontologia.
Arheologia este foarte eficientă și utilă atunci când sunt cercetate societățile preistorice, atunci când nu există înregistrări scrise. 99% din istoria omenirii cuprinde intervalul dintre paleolitic până la apariția scrierii. Arheologia are mai multe obiective, care variază de la studierea evoluției umane la evoluția culturală.
Disciplina implică topografie, excavare și în cele din urmă, analiza datelor colectate pentru a afla mai multe despre trecut. În domeniul de aplicare larg, arheologia se bazează pe cercetare trans-disciplinară. Se bazează pe antropologie, istoria artei, etnologie, geografie, geologie, lingvistică, semiologie, fizică, științe informaționale, chimie, paleoecologie, paleontologie, paleozoologie și paleobotanică.
Arheologia s-a dezvoltat din antichitate până în Europa secolului al XIX-lea, și a devenit o disciplină practicată în întreaga lume. De la dezvoltarea sa timpurie, diverse sub- discipline specifice arheologiei s-au dezvoltat, inclusiv arheologia maritimă, arheologia feministă și arheoastronomie , și numeroase tehnici științifice diferite au fost dezvoltate pentru a ajuta la investigațiile arheologice. Cu toate acestea, în prezent, arheologii se confruntă cu multe probleme, cum ar fi pseudoarheologia, jefuirea de artefacte, lipsa interesului public, precum și opoziția față de excavarea rămășițelor umane.

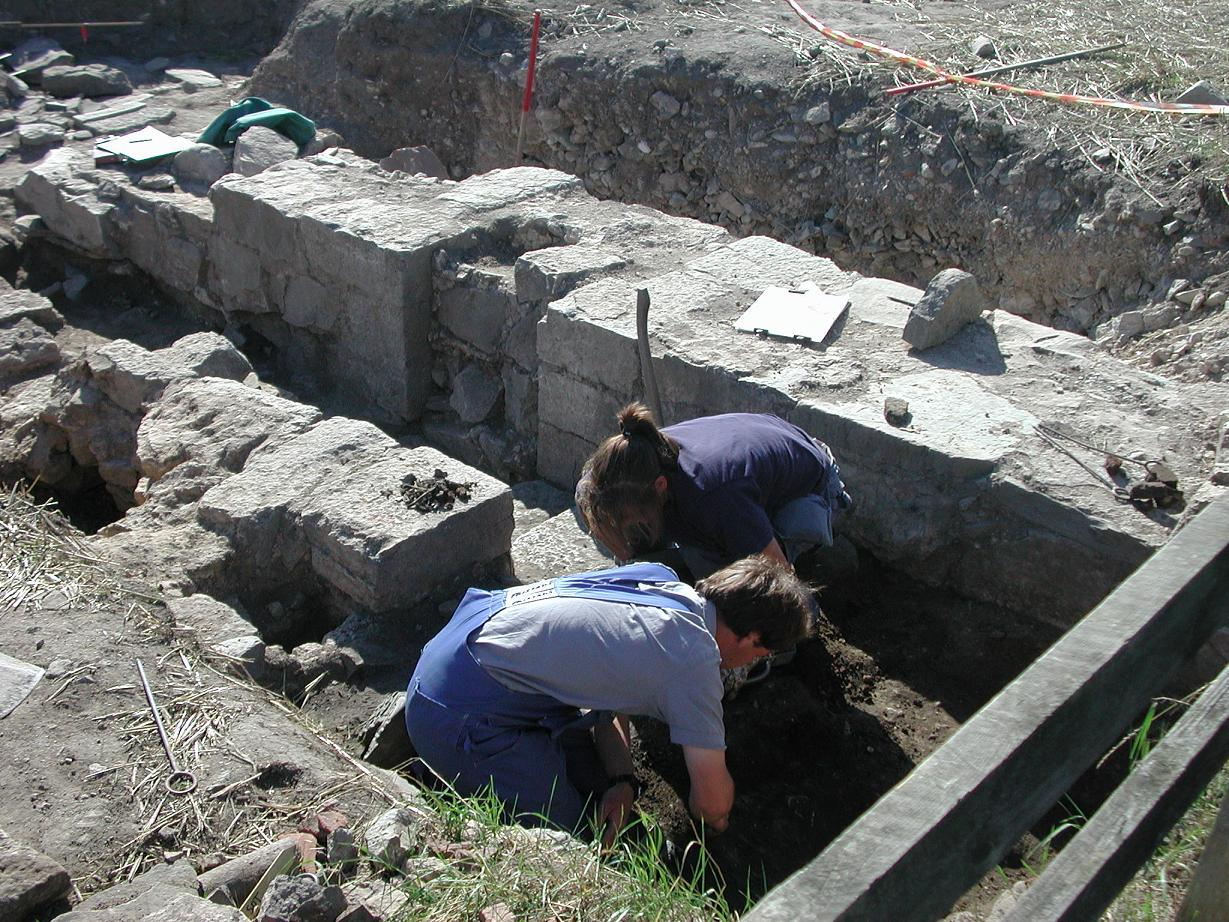
Șantier arheologic

## Date generale
Arheologia (termen derivat din cuvântul grecesc Αρχαιολογία, compus din αρχαίος archàios "antic" și λόγος, lògos = "discurs" sau "studiu") este știința ce studiază civilizațiile și culturile umane vechi și relațiile acestora cu mediul înconjurător, prin documentare și prin căutarea, culegerea, analizarea și interpretarea urmelor materiale rămase.

## Istoria arheologiei
Arheologia  s-a dezvoltat   dintr-un studiu multi- disciplinar  mai vechi cunoscut sub numele de antiquarianism . Anticarii au studiat istoria, cu o atenție deosebită la artefacte antice și manuscrise , precum și site-uri istorice . Antiquarianismul s-a axat pe dovezi empirice , pentru înțelegerea trecutului , încapsulate în motto-ul  anticarului secolului al XVIII-lea , Sir Richard Colt Hoare , " Vorbim de fapte , nu de teorie " . Un pas important spre sistematizarea arheologiei ca   știință a avut loc în timpul epocii Luminilor în Europa, în secolele XVII-XVIII. În Europa interesul pentru resturile civilizației greco-romane și redescoperirea culturii clasice a început la sfârșitul Evului Mediu. Flavio Biondo, un umanist istoric italian renascentist a creat un ghid sistematic la ruinele și topografia Romei antice, în secolul al XV-lea pentru care a fost numit și  fondatorul timpuriu al arheologiei. Anticari ca John Leland și William Camden au efectuat expediții de cercetare în mediile rurale engleze, interpretând monumentele pe care le-au descoperit.
Unul dintre primele site-uri  în care au fost făcute săpături arheologice a fost Stonehenge și alte monumente megalitice din Anglia . John Aubrey a fost un arheolog pionier care a înregistrat numeroase monumente megalitice de teren și de altă natură în sudul Angliei . A încercat să traseze evoluția cronologică stilistică a scrisului de mână, arhitectura medievală, costumele și heraldica.
Săpăturile au fost efectuate în orașele antice Pompei și Herculaneum , ambele care au fost acoperite de cenușă în timpul erupției Vezuviului în 79. Aceste săpături au început în 1748 , în Pompei , în timp ce la Herculaneum au început în 1738 . Descoperirea  orașelor întregi, complete, cu tot cu obiectele și cadavrele bine conservate, precum și descoperirea de fresce vechi , au avut un impact mare în întreaga Europă. Cu toate acestea , înainte de dezvoltarea unor tehnici moderne , săpăturile au avut tendința de a fi întâmplătoare ,  iar unele concepte, precum stratificarea și de contextul, au fost complet trecute cu vederea .
Părintele săpăturilor arheologice a fost William Cunnington ( 1754-1810 ). El a efectuat săpături în Wiltshire în 1798 , fiind finanțat de către Sir Richard Colt Hoare . Cunnington a făcut înregistrări meticuloase ale movilele neolitice și epocii bronzului , iar termenii le-a folosit pentru a clasifica și de a le descrie , fiind  încă utilizate de către arheologii de astăzi .
Una dintre cele mai importante realizări ale arheologiei din secolul al  XIX-lea a fost dezvoltarea stratigrafiei, suprapunerea straturilor  fiind asociată cu perioade succesive, idee inițiată de William Smith, James Hutton și Charles Lyell. Aplicarea  stratigrafiei pentru arheologie a  avut loc în săpăturile pe site-uri preistorice și din epoca bronzului . În al treilea și al patrulea deceniu al secolului al XIX-lea , arheologi precum Jacques Boucher de Perthes și Christian Jürgensen Thomsen au ordonat cronologic artefactele pe care le-au găsit.
O figură importantă în dezvoltarea arheologiei într-o știință riguroasă a fost ofițerul de armată și etnologul , Augustus Pitt Rivers , care a început săpăturile de pe terenul său în Anglia, în anii 1880.
Abordarea sa a fost extrem de metodică cu standardele timpului , și  este în general considerat  ca fiind primul arheolog științific . El a aranjat artefactele sale în funcție de  tipologie și ordine cronologică . Acest stil de amenajare , conceput  pentru a evidenția tendințele evolutive în artefactele umane , a fost de o importanță enormă pentru datarea exactă a obiectelor . Cea mai importantă inovație   metodologică a sa  a fost insistența lui ca toate artefacte , nu doar pe cele frumoase sau unice , să fie colectate și catalogate .
Între părinții arheologiei moderne sen numără Johann Joachim Winckelmann și William Flinders Petrie. Petrie a fost primul care a investigat științific Marea Piramidă din Egipt în anii 1880. Înregistrarea lui minuțioasă și studiul de artefacte , atât în Egipt și mai târziu în Palestina ,  au stabilit multe dintre ideile din spatele înregistrării arheologice moderne , el remarcând  că " eu cred că adevărata linie de cercetare se află în notarea și compararea celor mai mici detalii . " Petrie a dezvoltat sistemul de straturi pe datare  bazat pe ceramică și constatările din ceramică , care a revoluționat baza cronologică a egiptologiei. El a fost mentorul pentru  o întreagă generație de egiptologi, inclusiv Howard Carter, care a descoperit mormântul faraonului Tutankhamon în 1922.
Primele săpături stratigrafice populare care au prins la public  au avut loc  pe site-ul antic Troia , efectuate de Heinrich Schliemann, Frank Calvert, Wilhelm Dörpfeld și Carl Blegen în anii 1870, descoperind și cercetând  nouă orașe diferite,  suprapuse   , de la preistorie la epoca elenistică . Între timp , lucrările lui  Sir Arthur Evans la Cnossos în Creta au relevat existența  unei străvechi civilizații avansate.
Următoarea figură majoră în dezvoltarea  arheologiei a fost Sir Mortimer Wheeler,  care  a dezvoltat rețeaua de excavare,   îmbunătățită în continuare de către elevul său, Kathleen Kenyon .
Arheologia a devenit o activitate profesională în prima jumătate a secolului XX , și a devenit posibil pentru a studia arheologia ca un subiect în universități și chiar școli . Până la sfârșitul secolului XX,  aproape toți arheologii profesioniști , cel puțin în țările dezvoltate , au fost absolvenți . Adaptarea și inovarea arheologiei  a continuat în această perioadă , când arheologia maritimă și arheologia urbană au devenit mai răspândite și arheologia preventivă  a fost dezvoltată ca urmare a creșterii dezvoltării comerciale.

## Importanța arheologiei
Deoarece cea mai mare parte a istoriei omenirii a avut loc înaintea invenției scrisului, arheologia este cea mai importantă metodă de studiu a preistoriei. În plus, deoarece în numeroase cazuri informațiile istorice sunt incomplete, arheologia oferă o contribuție esențială la studiul istoriei umane. În unele societăți, scrisul a fost utilizat de aristocrație sau s-a folosit doar în cadrul religiei, astfel informațiile scrise oferă date doar despre anumite categorii sociale. Importanța arheologiei se reflectă și în cadrul politic prin faptul că studiază cultura materială și spirituală a predecesorilor, contribuind astfel la patrimoniul național și universal. 
Numeroși cercetători și pasionați au exagerat latura politică sau ficțională a arheologiei, interpretările lor căzând într-o puternică pantă naționalistă sau imaginară, aceste devieri fiind încadrate ca pseudo-arheologie. 
De o mare importanță este cercetarea arheologică de salvare în cazul unor lucrări de construcții, lucrări agricole etc. Acestea pot distruge pentru totdeauna siturile arheologice, de aceea intervine cercetarea arheologică de salvare. În lumea științifică anglo-saxonă arheologia este o sub-disciplină a antropologiei, arheologul fiind antropolog și nu un istoric așa cum este cazul în general în Europa.

## Ramuri ale arheologiei
Arheologia este împărțită în discipline în funcție de perioada sau cultura studiată (de exemplu arheologia clasică sau arheologia industrială); în funcție de tehnica de cercetare (de exemplu arheologie subacvatică sau arheologie experimentală), sau în funcție de probleme specifice (de exemplu arheologie urbană). În funcție de materialul studiat se apelează și la alte discipline auxiliare ale istoriei (de exemplu numismatică sau epigrafie).

## Metode de cercetare

#### Cercetarea de suprafață
Cel mai răspândit tip este periegheza. Aceasta reprezintă cercetarea cu atenție a terenului, a unei zone bine definite și colectarea materialului descoperit la suprafața solului. De obicei periegheza se face după arătură atunci când zona cercetată face subiectul unei exploatări agricole. Descoperirea unor materiale arheologice (de obicei ceramică), se notează pe hărți ale regiunii folosindu-se metodele clasice sau sistemul GPS. Periegheza reprezintă o metodă importantă în crearea unui repertoriu arheologic al unei zone și în cercetarea primară a unui sit arheologic.
Un alt tip de cercetare de suprafață este fotografia aeriană. Aceasta permite identificarea unor situri arheologice datorită diferențelor de culoare a solului sau a diferențelor din cadrul vegetației. În utimii ani a luat amploare folosirea imaginilor oferite de sateliți sau sistemul GIS.
Cercetarea de suprafață în arheologie utilizează și cercetări geofizice. Cea mai utilizată metodă este magnetometria. Această metodă utilizează un aparat numit magnetometru care identifică deviații ale câmpului magnetic cum ar fi de exemplu obiecte de metal, structuri de piatră, de chirpici sau chiar gropi, fiind capabil să genereze o hartă a ariei cercetate. Se mai utilizează la o scară mai mică rezistivitatea electrică sau detectoarele de metale.

#### Șantierul arheologic
Cercetarea arheologică propriu-zisă o reprezintă șantierul arheologic. În arheologia modernă săpătura arheologică se face prin colectarea tuturor materialelor descoperite în raport cu poziția lor pe verticală (poziția stratigrafică) și orizontală dar și asocierea lor cu complexele arheologice descoperite.
Asocierea poziției verticale și orizontale a obiectelor descoperite se face și în raport cu obiectele sau complexele arheologice aflate în apropiere. Acest lucru ajută la stabilirea relației temporale dintre diversele obiecte sau complexe, de exemplu dacă acestea aparțin aceleiași faze de locuire.
Într-un sit arheologic ocuparea sau utilizarea lui se poate să fi durat o perioadă mai lungă de timp, locuirea fiind în acest caz o succesiune stratigrafică de nivele de locuire sau utilizare. În acest caz, conform principiului stratigrafic, artefactele mai recente se află dispuse în straturile superioare.
Șantierul arheologic reprezintă o fază scumpă a cercetării arheologice și implică un mare volum de muncă. Pe lângă dificultățile create de costuri se adaugă faptul că șantierul arheologic reprezintă o cercetare distructivă a unui sit arheologic. După terminarea unui șantier arheologic într-un sit sau într-o porțiune dint-un sit arheologic acest tip de cercetare nu se mai poate relua niciodată.
Datorită acestui tip de cercetare este necesară crearea unui plan a sitului arheologic în care se cuprind toate complexele arheologice, prin desene și fotografii la care se adaugă o detaliere amănunțită a fiecărui complex arheologic în parte.

#### Studiul materialului arheologic
Materialul arheologic colectat dintr-un sit după încheierea unui șantier arheologic se studiază în amănunt pentru a obține un maxim de date. Cea mai simplă și răspândită metodă este metoda tipologică a studierii artefactelor. La aceasta se adaugă studiul asupra oaselor, semințelor de plante sau a polenului colectat, folosind tehnici ale zooarheologiei, palobotanicii etc.

## Teorie în arheologie
Nu există o singură teorie a arheologiei, chiar și definițiile sunt puternic disputate. Până la mijlocul secolului XX și a introducerii tehnologiei în cercetarea arheologică, exista un consens în sensul că arheologia este practic legată de istorie sau antropologie. Prima etapă majoră în teoria arheologiei poate fi considerată tocmai această etapă denumită arheologie cultural-istorică, dezvoltată pe parcursul sfârșitului de secol XIX și începutul secolului XX.
În anii 60, un număr de tineri arheologi americani, cum ar fi Lewis Binford, s-au opus paradigmelor istoriei culturale. Ei au propus "New Archaeology" (noua arheologie), care trebuia să fie mai „științifică” și mai „antropologică” în care ipotezele pot fi testate și cu o metodă științifică mai bine pusă la punct. Acest curent s-a dezvoltat foarte mult devenind arheologia procesuală (processual archaeology).
În anii 80, a apărut o nouă mișcare în special în rândul arheologilor britanici cum ar fi:Michael Shanks, Christopher Tilley, Daniel Miller, și Ian Hodder. Ei pun sub semnul întrebării apelurile procesualismului la știință și imparțialitate iar în același timp măresc importanța relativismului în cercetarea arheologică. Acest curent în cercetarea arheologică va deveni cunoscut ca arheologie post-procesuală. În orice caz această nouă mișcare a fost criticată de procesualiști pentru că știrbește într-o oarecare măsură rigoarea științifică. Validitatea ambelor direcții în teorie este încă subiect de dezbatere.
Teoria în arheologie este în prezent influențată de o serie de curente  științifice: evoluționism, fenomenologie, postmodernism, „agency theory”, arheologie cognitivă, funcționalism, arheologia genului, arheologie feministă și teoria sistemelor în arheologie.